# Joan Tronto

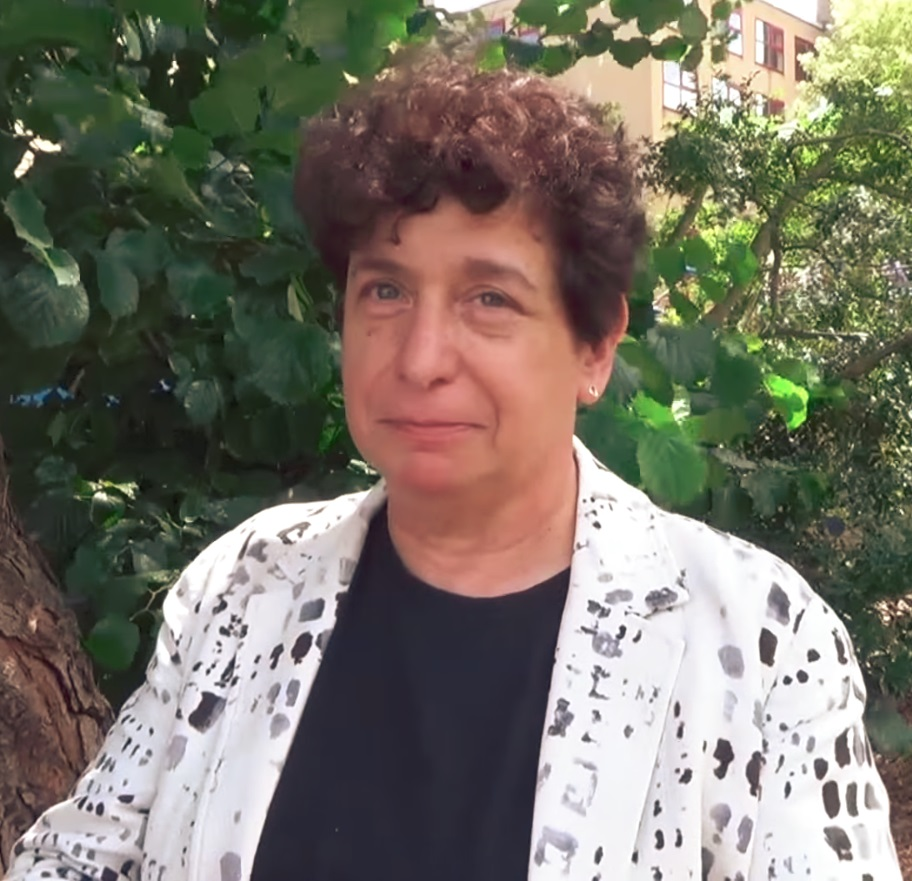
Joan Claire Tronto

Joan Claire Tronto (geboren 29 juni 1952) is een Amerikaanse politicoloog en hoogleraar aan de faculteit politieke wetenschappen op de Universiteit van Minnesota. 

## Model voor zorgethiek
Tronto heeft een belangrijke bijdrage geleverd aan de zorgethiek met name door haar boek Moral Boundaries. Volgens Tronto is zorgen een essentieel voor menselijk leven en voor de samenleving. Tronto's definitie van zorgen: "een menselijke activiteit die alles omvat wat wij doen om onze 'wereld' zo in stand te houden, te continueren en te herstellen dat we daarin zo goed mogelijk kunnen leven. Die wereld omvat onze lichamen, ons persoon zijn en onze omgeving die we trachten te werven tot een complex, het leven ondersteunend web".
Het model van Tronto beschrijft vier fases voor het proces van zorgen:
1. Oog hebben voor (caring about): Het is nodig om te zien dat er een zorg behoefte is. Het gaat in deze fase om het herkennen en erkennen van de zorg behoefte of nood.
2. Ervoor zorgen dat (taking care of): Voordat iemand daadwerkelijk zorg kan geven hoort er georganiseerd te worden. In deze fase worden er middelen (financiering of geld horen in deze fase) verzameld, en de zorg wordt voorbereid en georganiseerd.
3. Zorgen (care-giving): Dit is het daadwerkelijk geven van zorg. Dit is de fysieke inspanning of handeling die de zorgverlener uitvoert.
4. Reageren op de zorg (care receiving): In deze fase reageert de zorgvrager of patiënt op de ontvangen zorg. Heeft de zorg geholpen? Is de toestand van de patiënt verbeterd ten opzichte van voor de handeling? Deze vragen worden beantwoord in deze fase.

Voor deze vier fasen is er een specifieke morele handeling nodig:
1. Caring about heeft het morele element aandacht. Aandacht is nodig om oog te hebben voor de zorgbehoefte. Zonder aandacht is het niet mogelijk om de zorg behoefte of nood te herkennen en te erkennen.
2. Taking care of heeft het morele element verantwoordelijkheid. Verantwoordelijkheid is nodig om de zorg te kunnen organiseren. In deze zorgethiek gaat het om concrete verantwoordelijkheid. Iemand doet een appel op iemand en die persoon moet te raden gaan of het verzoek wel kan of mag. Het is nodig dat iemand de verantwoordelijkheid neemt voor het verzoek van de zorgvrager.
3. Care-giving heeft het morele element competentie. Het daadwerkelijk leveren van zorg kan niet zonder dat de zorgverlener weet hoe zorg geleverd wordt. De zorgverlener moet competent zijn om de zorg te kunnen uitvoeren.
4. Care receiving heeft het morele element responsiviteit. Zorgrelaties zijn relaties van ongelijken. De zorgvrager of de patiënt is de kwetsbare in de relatie. De patiënt is afhankelijk van de (kwaliteit van de) zorg die de zorgverlener geeft. Deze kwetsbaarheid geeft morele consequenties. Namelijk de zorgverlener hoort open te staan voor feedback en hoort na te gaan of de zorg effectief is geweest. Met andere woorden er moet responsiviteit zijn.[1]

## Educatie
- A.B. Oberlin College in 1974
- M.A. Princeton University in 1976
- Ph.D. Princeton University in 1981

## Boeken
- Tronto, Joan C. (1993). Moral boundaries: a political argument for an ethic of care. Routledge, New York. ISBN 9780415906425.
- Tronto, Joan C., Cohen, Cathy J., Jones, Kathleen B. (1997). Women transforming politics: an alternative reader. New York University Press, New York. ISBN 9780814715581.
- (fr) Tronto, Joan (author) (2012). Le risque ou le "care", Fabienne Brugére (translator). Presses universitaires de France (PUF), Paris. ISBN 9782130607199.
- Tronto, Joan C. (2013). Caring democracy: markets, equality, and justice. New York University Press, New York. ISBN 9780814770344.
- (fr) Tronto, Joan, Hochschild, Arlie, Gilligan, Carol (2013). Contre l'indifférence des privilégiés: à quoi sert le care. Payot, Paris. ISBN 9782228908771.

- Bibsys: 90748178
- Bibliothèque nationale de France: cb134925647 (data)
- Catàleg d'autoritats de noms i títols de Catalunya: 981060788654906706
- Gemeinsame Normdatei: 1049545125
- International Standard Name Identifier: 0000 0001 0869 3268
- Library of Congress Control Number: n93031083
- Nationale Bibliotheek van Israël: 987007440579705171
- Nederlandse Thesaurus van Auteursnamen: 090603060
- Réseau des bibliothèques de Suisse occidentale: 02-A016315747
- Système universitaire de documentation: 091652294
- Virtual International Authority File: 10001675
- WorldCat: E39PBJtMqMrJCQC8Bm6KmKj9jC